# Lactarius aureifolius
Lactarius aureifolius är en svampart som beskrevs av Verbeken 1996. Lactarius aureifolius ingår i släktet riskor och familjen kremlor och riskor.   Inga underarter finns listade i Catalogue of Life.